# Bremer voetbalkampioenschap 1913/14
In 1913/14 werd het vijftiende Bremer voetbalkampioenschap gespeeld, dat georganiseerd werd door de Noord-Duitse voetbalbond. De bond organiseerde dat jaar een eigen kampioenschap, de NFV-Liga, met de sterkste teams van Noord-Duitsland. Hiervoor was enkel kampioen Werder Bremen geplaatst. Dat seizoen was het Bremer kampioenschap dus de tweede klasse. Door het uitbreken van de Eerste Wereldoorlog werd de NFV-Liga opgeheven en werden de stadscompetities weer de hoogste klassen.

## Eindstand
| Plaats | Club                   | Wed. | W | G | V | Saldo | Ptn   |
| ------ | ---------------------- | ---- | - | - | - | ----- | ----- |
| 1.     | Bremer SC 1891         | 11   | 9 | 1 | 1 | 31:9  | 19:3  |
| 2.     | Bremer BV 01           | 12   | 8 | 0 | 4 | 29:15 | 16:8  |
| 3.     | FC Lloyd Bremen        | 12   | 6 | 1 | 5 | 26:26 | 13:11 |
| 4.     | FV 1896 Komet Bremen   | 12   | 5 | 2 | 5 | 19:23 | 12:12 |
| 5.     | FC Hohenzollern Bremen | 11   | 5 | 0 | 6 | 23:22 | 10:12 |
| 6.     | FC Germania 01 Bremen  | 11   | 3 | 2 | 6 | 15:27 | 8:14  |
| 7.     | Bremania Bremen        | 11   | 2 | 0 | 9 | 11:32 | 2:20  |

|  | Kampioen |